# ロックフェラー・センター

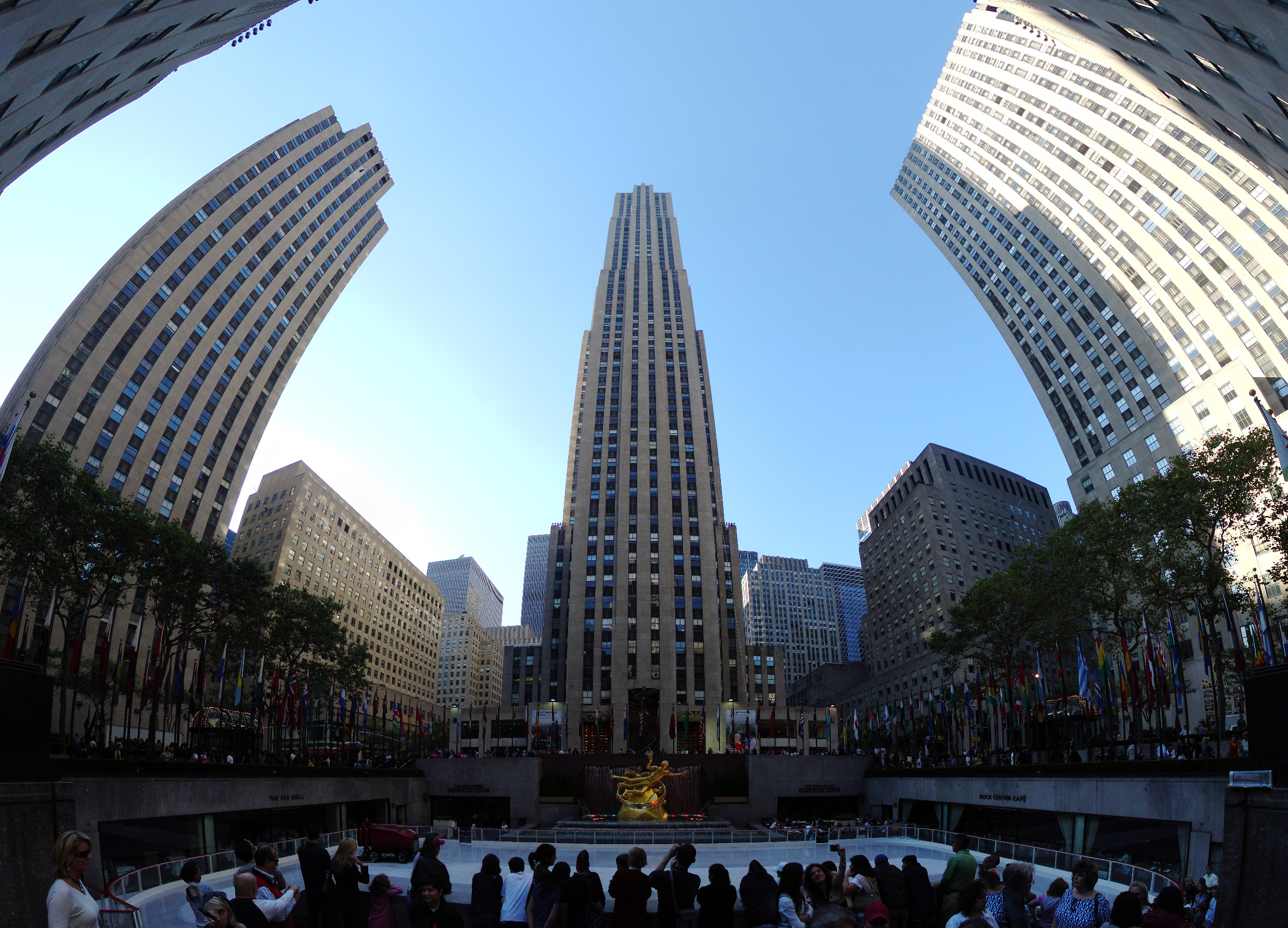
ロックフェラー・センター

ロックフェラー・センター（英: Rockefeller Center）は、アメリカ合衆国ニューヨーク州ニューヨーク市ミッドタウンマンハッタンの5番街および6番街にある超高層ビルを含む複数のビルからなる複合施設。設計はレイモンド・フッドほかによる。

## 概要

### 建設

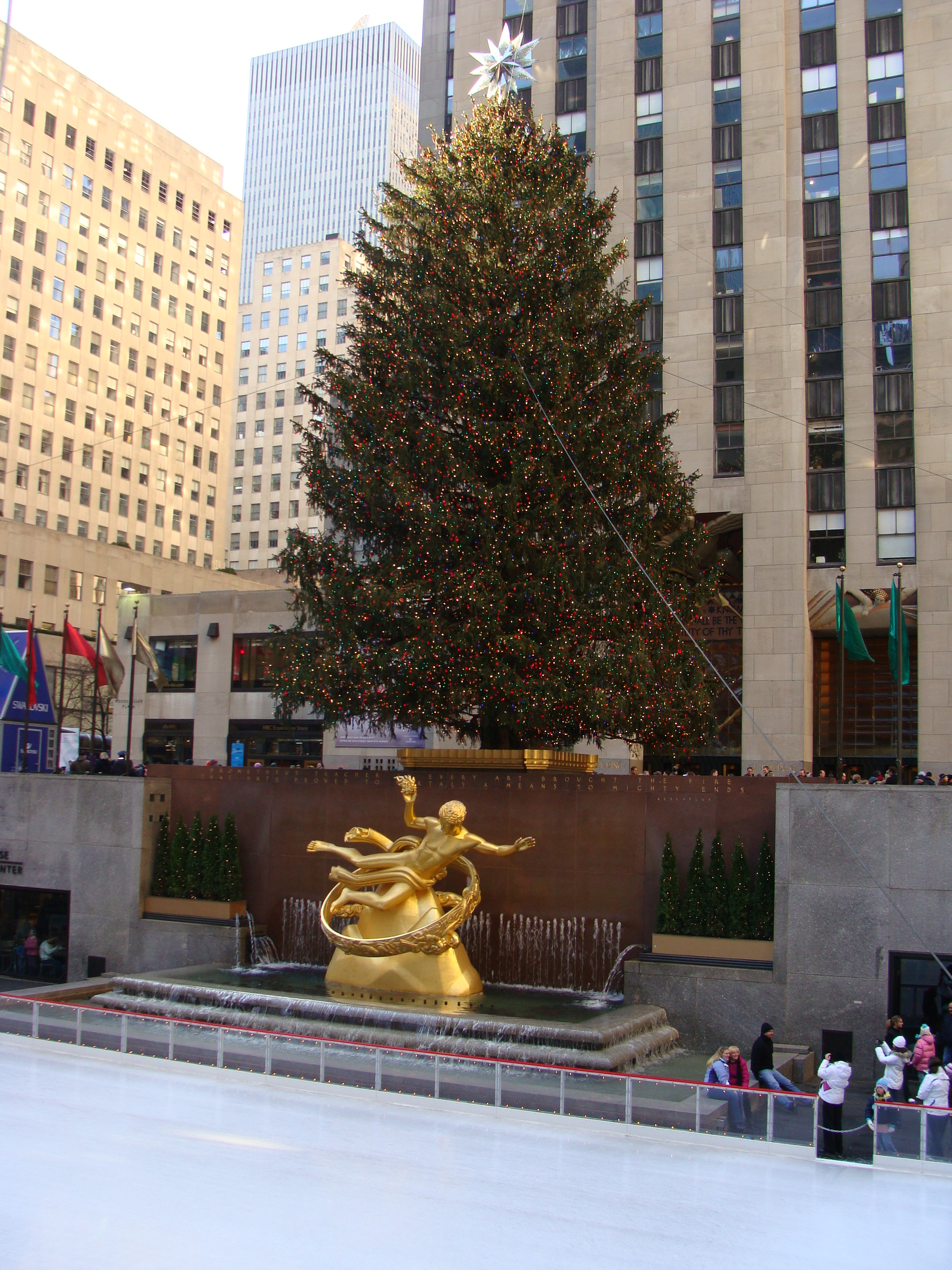
クリスマスツリーとアイススケートリンク

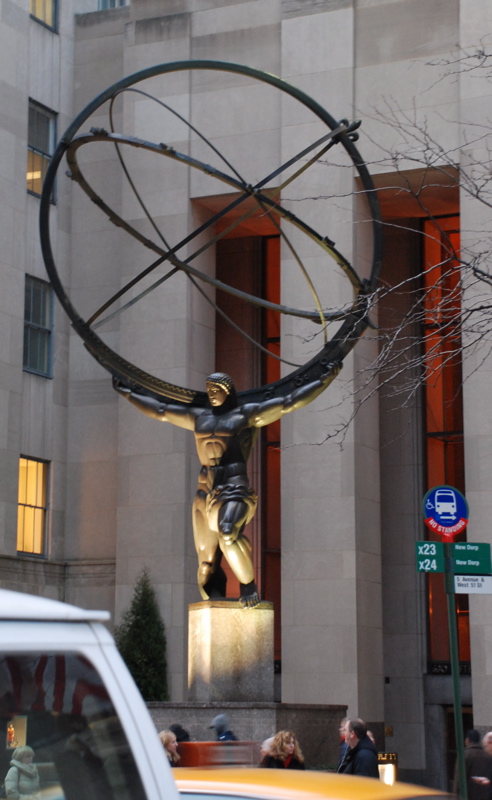
アトラス像

大富豪のジョン・D・ロックフェラーによって1930年から建設された。前年に起きた大恐慌の影響でその後建築計画が変更され、全ての建築物が完成したのは9年後の1939年であった。

### 構造
マンハッタンの中心部ともいえる48番街と51番街の22エーカーの土地に、19の商業ビルが四方に建ち、各ビルの低層階はひとつの建物として繋がっている。一番大きいコムキャスト・ビルディングは、高さ259m、70階建てである。
5番街に面するラ・メゾン・フランセーズと大英帝国ビルの屋上には、かつてラルフ・ハンコックが造園した「ガーデン・オブ・ザ・ネイションズ (Gardens of the Nations)」がある。このビルの間の遊歩道は英仏海峡にちなんで「チャネル・ガーデンズ (Channel Gardens)」と呼ばれている。
中心にある半地下のプラザには、万国の国旗とプロメテウスの黄金像が立ち、夏にはカフェテラス、冬にはアイススケートリンクとして使用される。特に12月になると特大のクリスマスツリーが飾られることで有名。

### 大日本図書館
1938年、日本文化会館（Japan institute）は、ロックフェラー・センター38階のフロアに日本図書館をオープンさせ、日本文化の普及活動を行った。しかし1941年7月26日に在米日本資産凍結を命令が出されると、日本からの送金を受けることもできなくなり、毎月1700ドルの家賃を滞納することとなった。さらに同年11月に入るとアメリカ在住の邦人の引き揚げも始まったことから図書館を閉鎖することとし、蔵書はコロンビア大学の図書館に保管を依頼した。

### センター・アート
プロメテウス像やアトラス像が有名。また、2003年秋には村上隆の作品「REVERSED DOUBLE HELIX」が展示された。

### 三菱地所による買収劇
1989年10月、三菱地所はロックフェラーセンターを所有するロックフェラーグループ（RGI）の株式51%を取得しておよそ8億4600万ドル（当時のレートで日本円にして約1200億円）で買収した。これはバブル期の成金的な「ジャパンマネー」による海外資産買いあさりの象徴的な例であり、アメリカ国民、特にニューヨーク市民の大きな反感を買い、ジャパン・バッシングの火に油を注いだ。
しかし、後に不動産不況（バブル崩壊）で莫大な赤字を出すことになり、1995年5月に連邦倒産法第11章を申請し、運営会社は破産。三菱地所が買収した14棟のうち12棟は売却され、現在は下記の「タイムライフ・ビル」と「マグロウ＝ヒル・ビル」の2棟のみが三菱地所の所有となっている。

## ビル
5番街と6番街の間

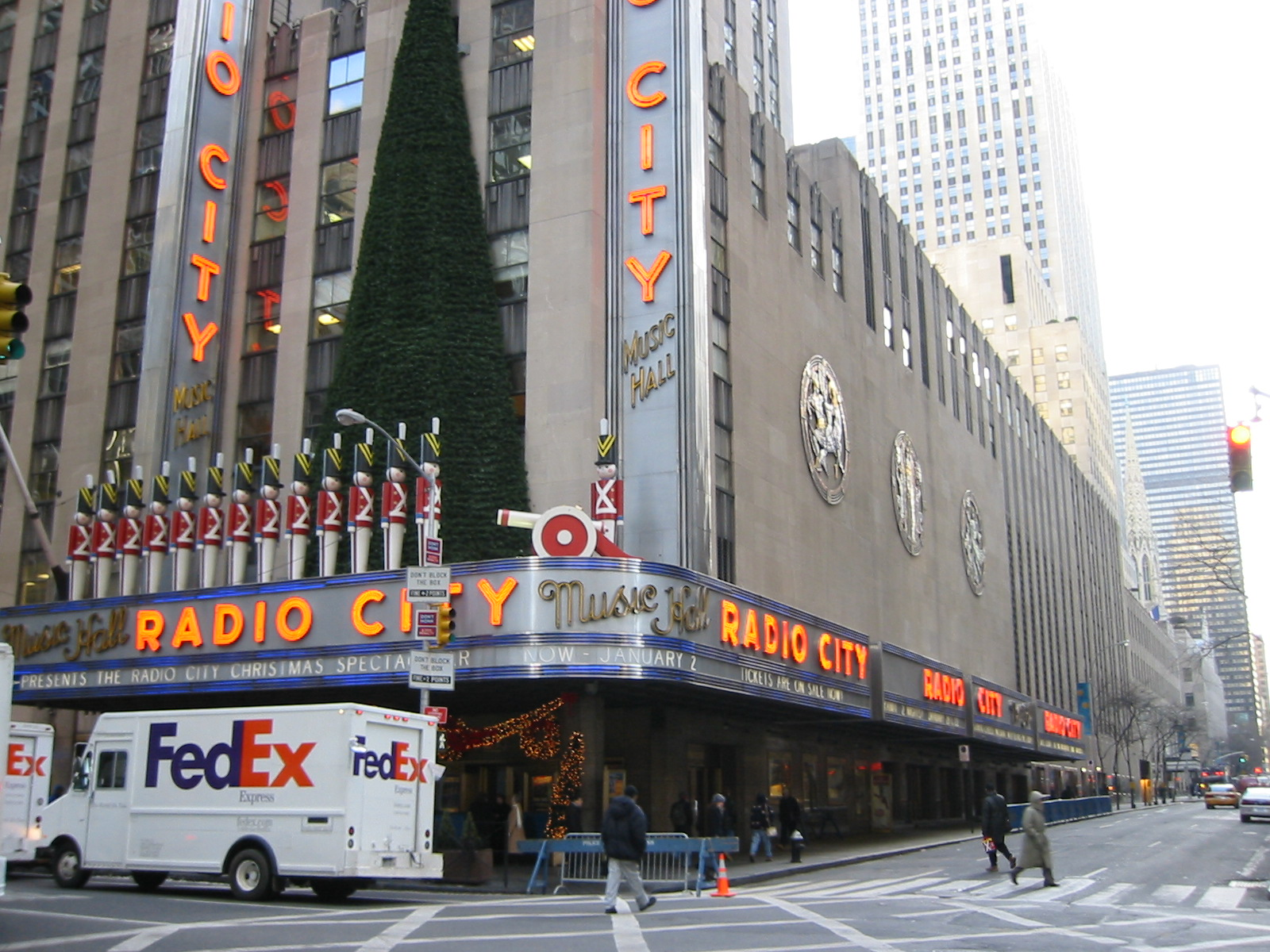
ラジオシティ・ミュージックホール

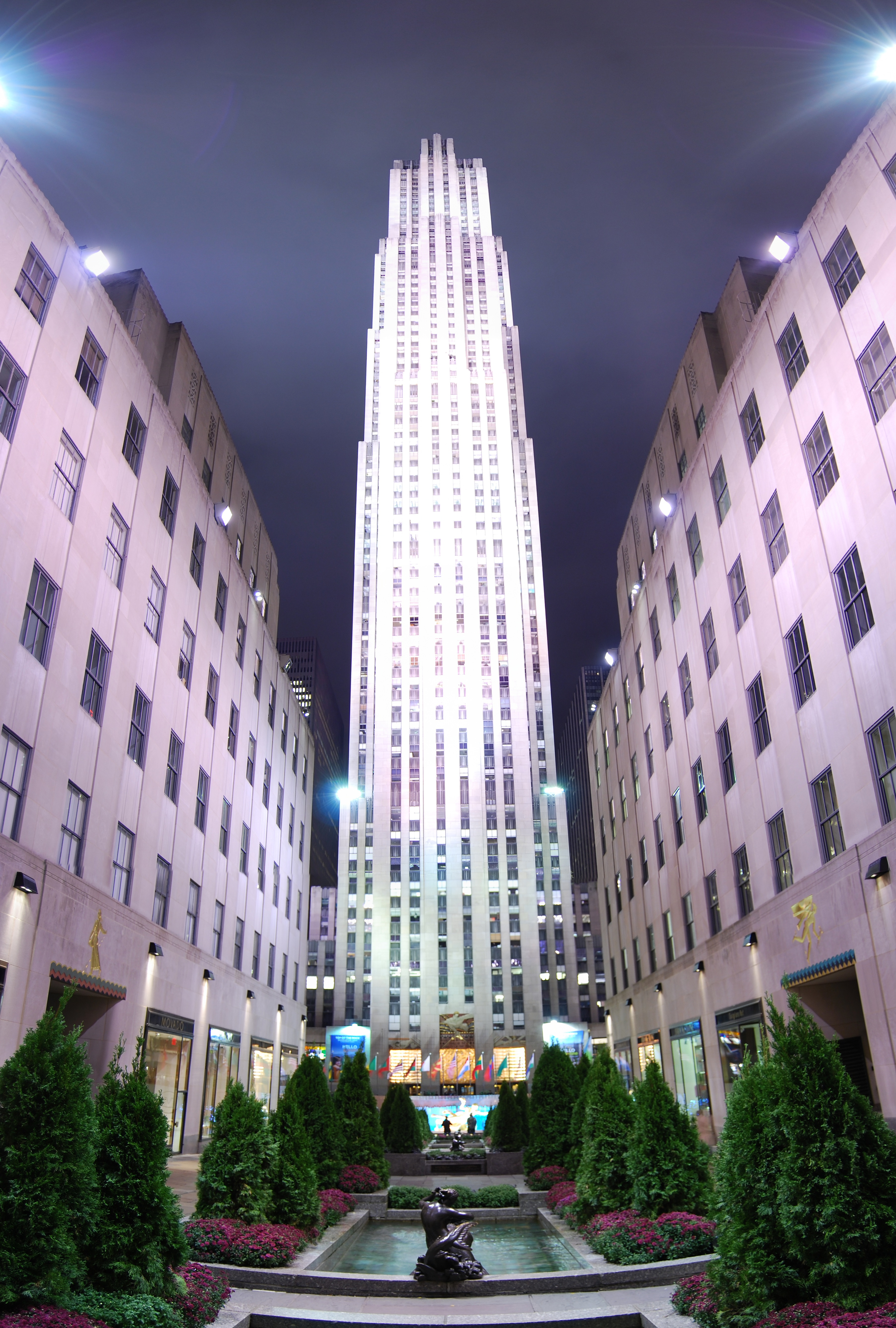
コムキャスト・ビルディング

- ロックフェラープラザ1番 - （608,000 平方フィート）
- ロックフェラープラザ10番 - （288,000 平方フィート） - 元「イースタン航空ビル」。現在はNBCのニュース番組『トゥデイ』のスタジオがある。
- ロックフェラープラザ30番 - 「コムキャスト・ビルディング」 - （2.9 百万平方フィート） - 元「RCA&RCAウェストビル」
- ロックフェラープラザ50番 - 「バンク・オブ・アメリカビル」 - （481,000 平方フィート） - 元「AP通信ビル」
- 5番街600番 - （409,000 平方フィート） - 元「シンクレア・オイル・ビル」
- 5番街610番 - 「ラ・メゾン・フランセーズ」（130,000 平方フィート）
- 5番街620番 - 「大英帝国ビル」 （130,600 平方フィート）
- 5番街626番 - 「パラッツォ・ディタリア」（120,000平方フィート）
- 5番街630番 - 「インターナショナル・ビルディング （1.2百万平方フィート）
- 5番街636番 - 「インターナショナル・ビルディング・ノース」（120,000 平方フィート）
- 6番街1230番 - サイモン＆シュスタービル （706,000 平方フィート）
- 6番街1260番 - 「ラジオシティ・ミュージックホール」
- 6番街1270番 - （528,000 平方フィート） - 元「RKO」ビル

6番街と7番街の間
- 6番街1221番  - 元「マグロウ＝ヒル・ビルディング」
- 6番街1271番 - 元「タイムライフ・ビルディング」
- 7番街745番 - 「バークレイズ・ビルディング」（元リーマンブラザース・ビルディング）。建物はバークレイズが所有し、土地はロックフェラー・グループが所有している。

### 以前のビル
5番街と6番街の間
- センター・シアター（以前のRKO Roxy Theatre；ロックフェラーセンターの建設当初のビルの中で解体された唯一のビル）1954年に解体されたときはNBC television studioという名称であった。
- ロックフェラープラザ75番（エッソビル、後にタイムワーナービル）– 現在の所有者はMohamed Al Fayed

6番街と7番街の間
- 6番街1211番（元々はセラネーズ・ビル Celanese Building、現在はNews Corp Building）1980年に売却された[10]
- 6番街1251番（元々はスタンダード・オイル・ビル Standard Oil NJ Building、現在はエクソンビル Exxon Building）1986年に売却された[11]
- 6番街1290番（アクサエクイタブルセンター（英語版）、以前はスペリーランド ビル　Sperry Rand Building）
- ニューヨーク・ヒルトン・ミッドタウン（英語版）（以前はThe New York Hilton at Rockefeller Center）

## 主なテナント
現在のアメリカを代表する大企業が入居している。NBCがコムキャストビル内に本社スタジオを置く他、地元局・WNBCもここにある。また、ラジオシティ・ミュージックホールがあるなど、マスコミ、エンターテインメント系の企業が多く存在している。なお、日本企業もいくつか入居している。

## 万国旗
ロックフェラーセンター内のプラザには200の旗用ポールが並んでおり、国際連合加盟国、アメリカ合衆国およびアメリカ合衆国の海外領土の旗（および飾り用や季節をモチーフにした旗）が取り付けられている。 アメリカ合衆国の祝日には全てのポールの旗は星条旗となる。

## クリスマスツリー
センター内には高さ20m～30m程のクリスマスツリーが設置されている。毎年11月下旬から12月上旬にかけて行われる点灯式は、NBCテレビによって米国全土に中継される。

## ギャラリー

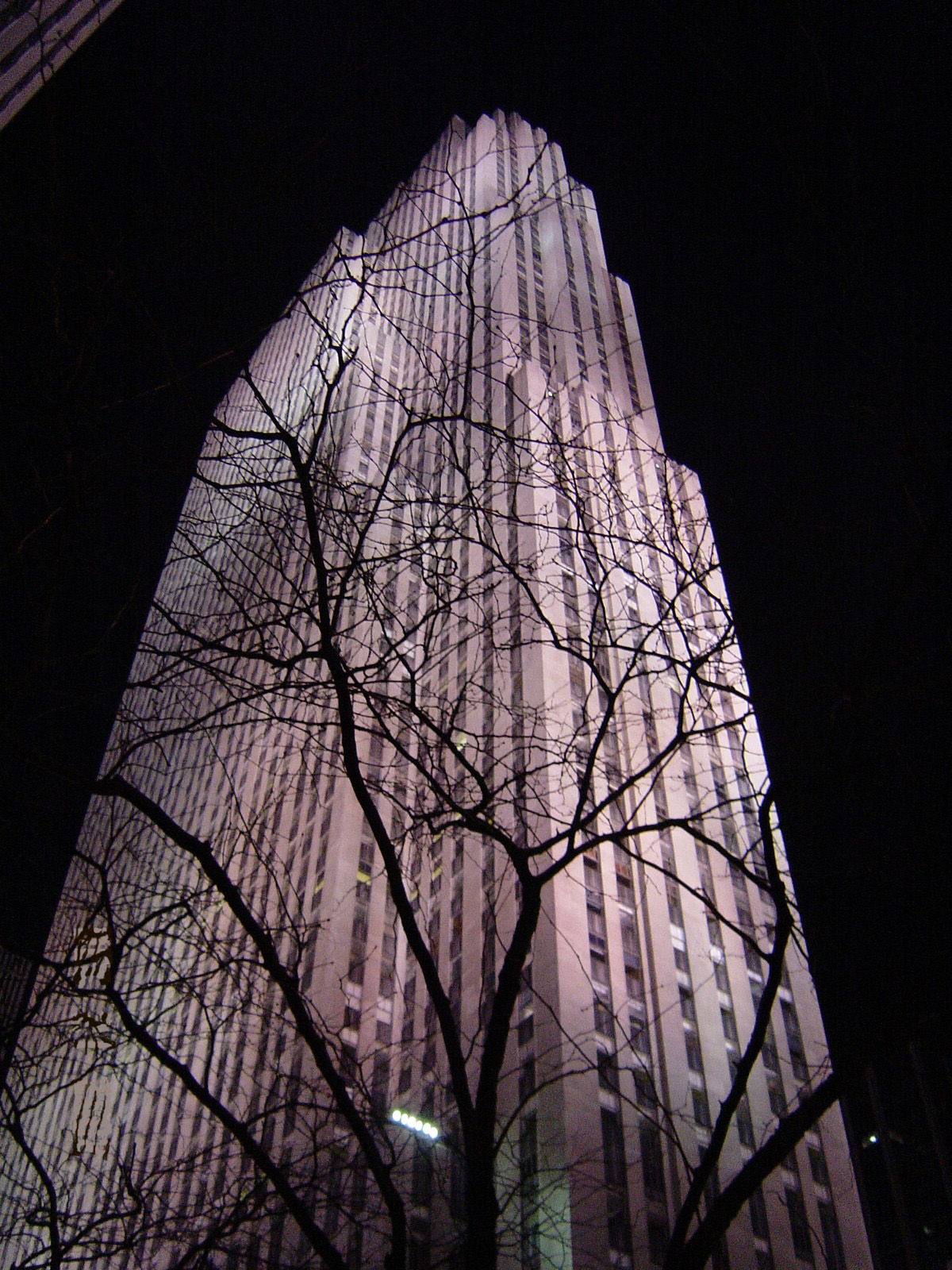
コムキャスト・ビルディングの夜景
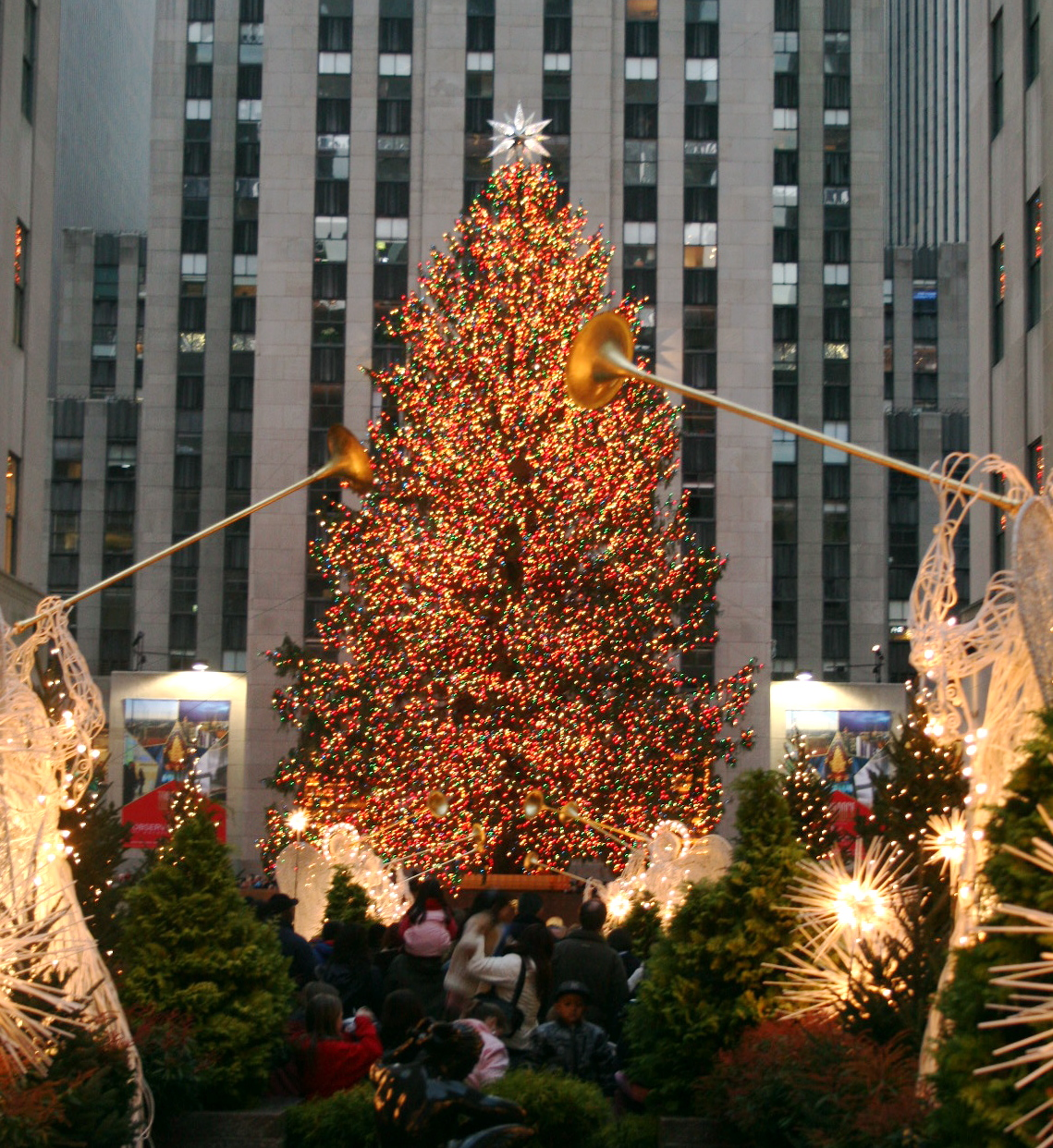
クリスマスツリー
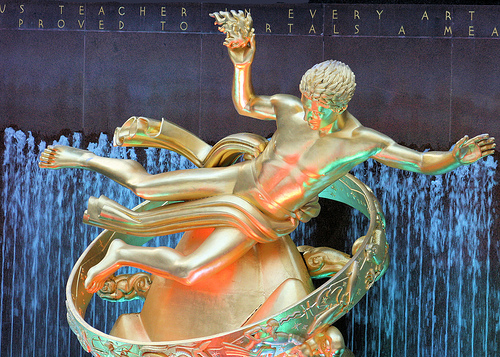
プロメテウス像
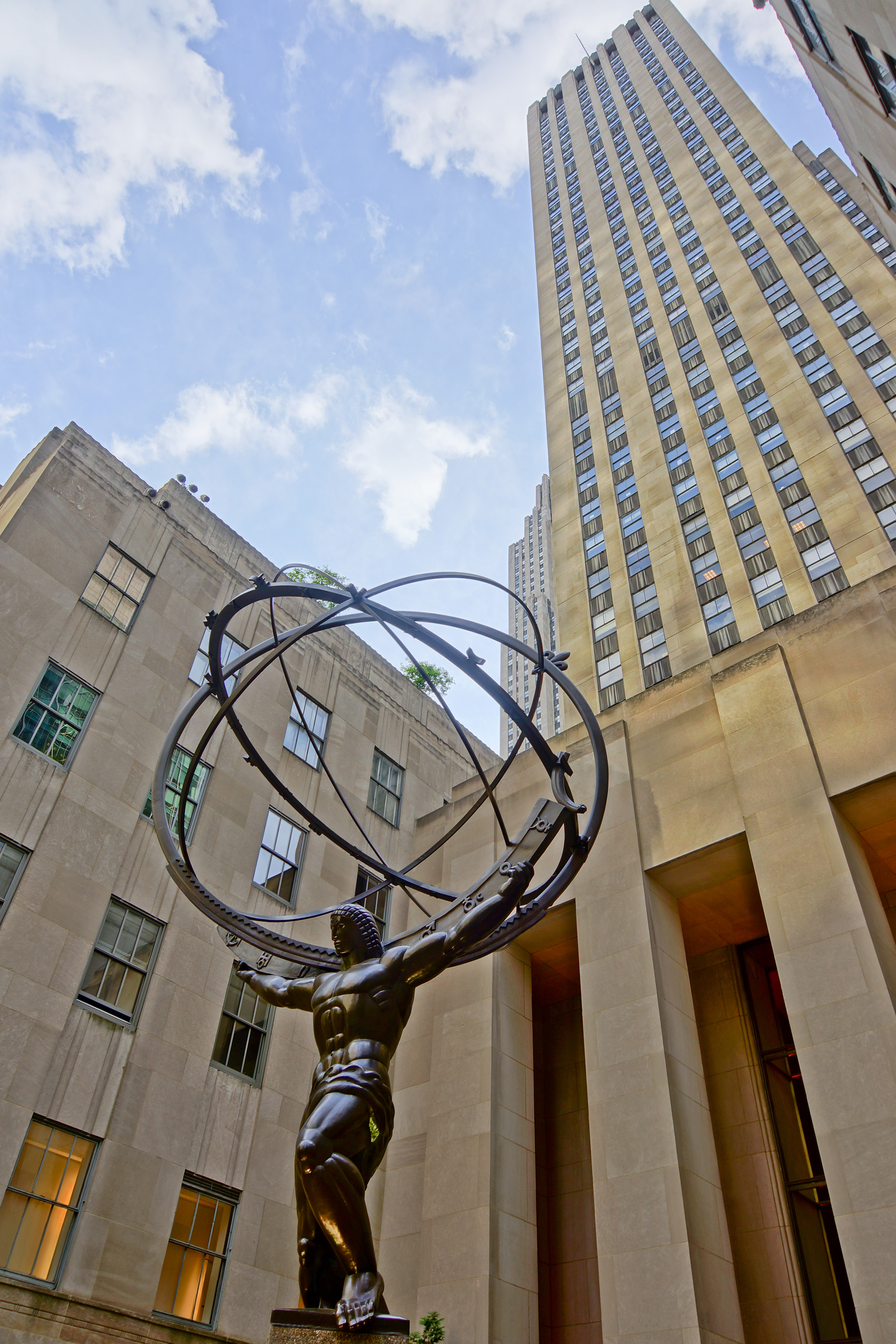
アトラス像
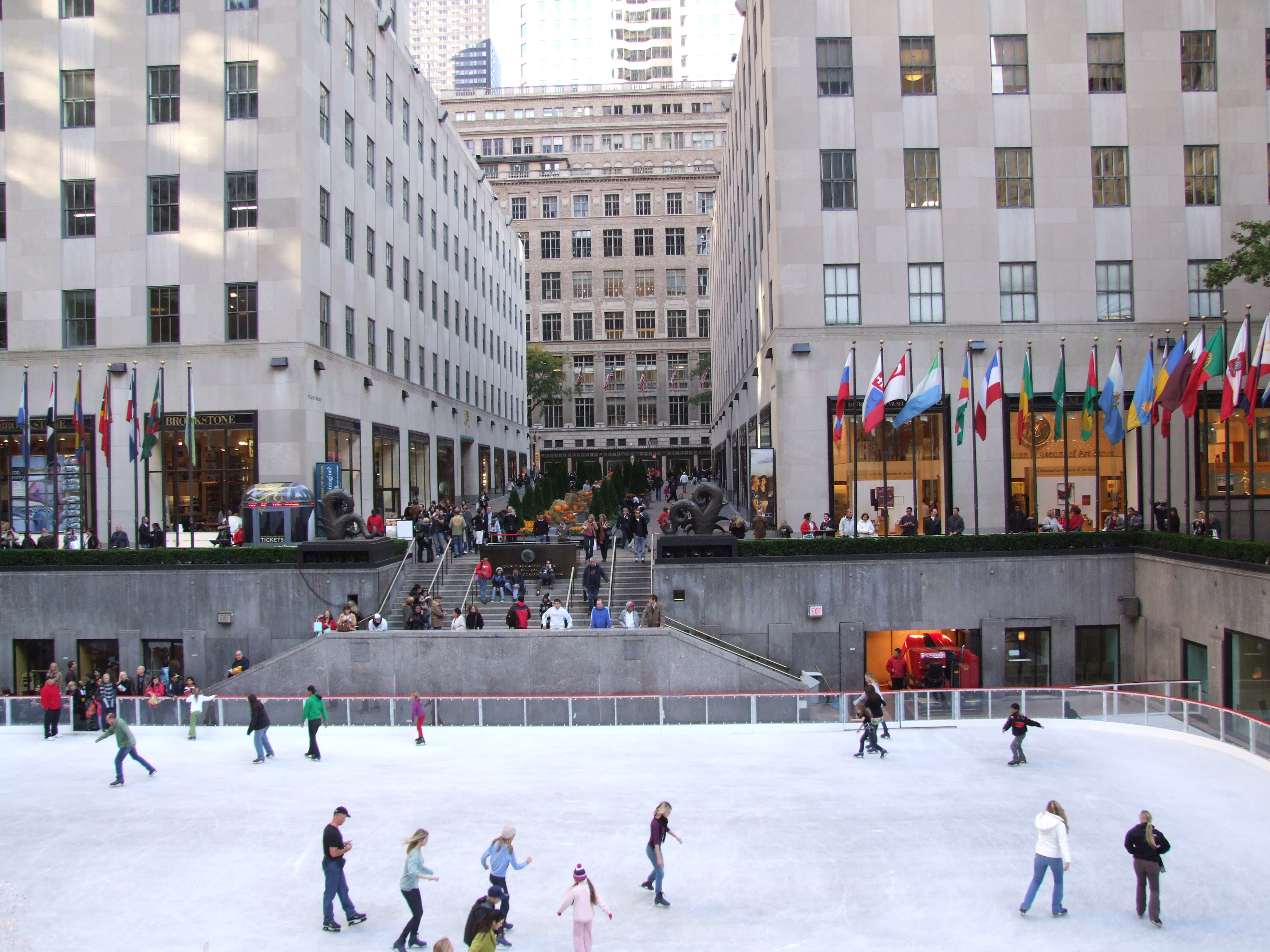
冬季には広場にスケートリンクが出現する。
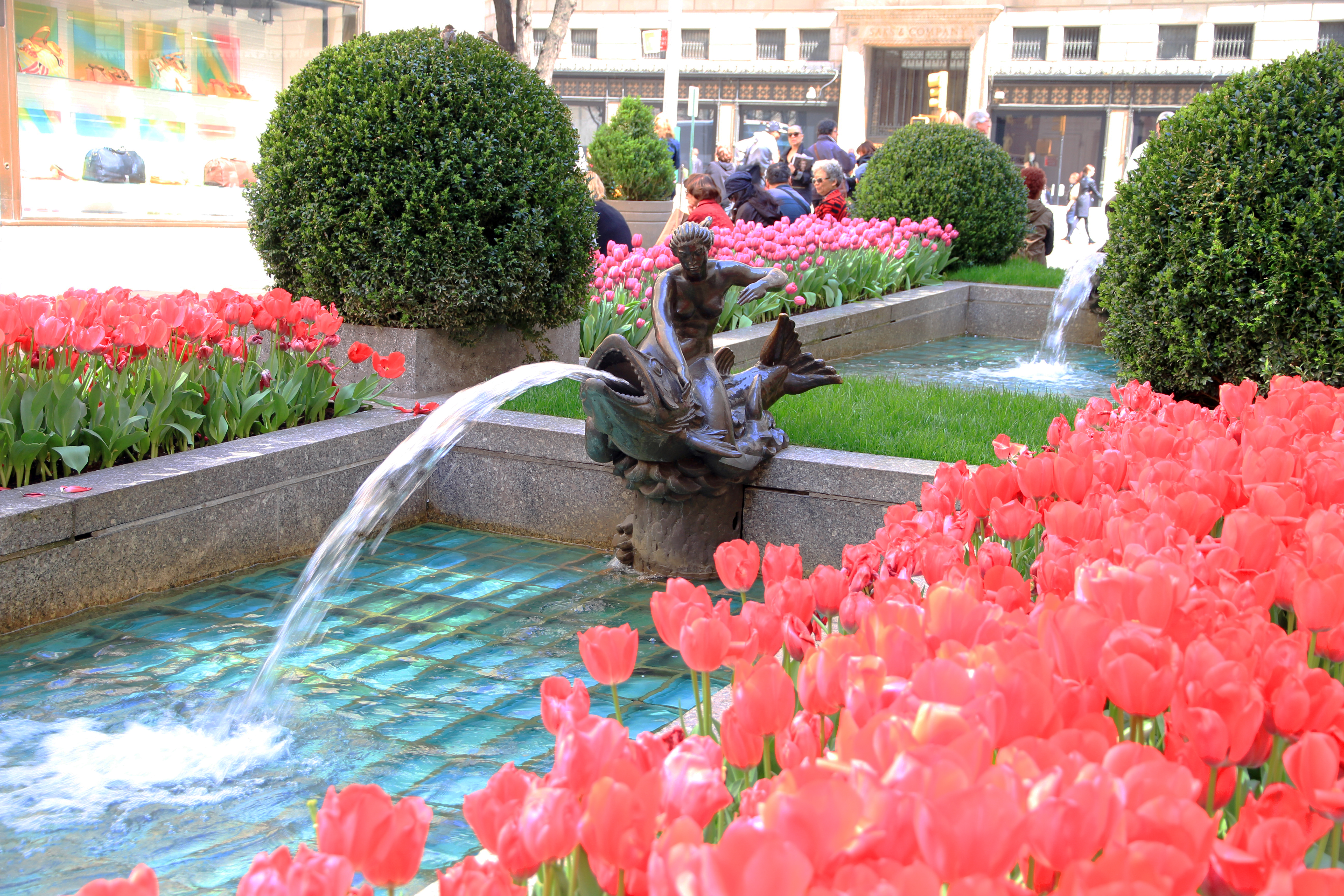
チャネル・ガーデンズ
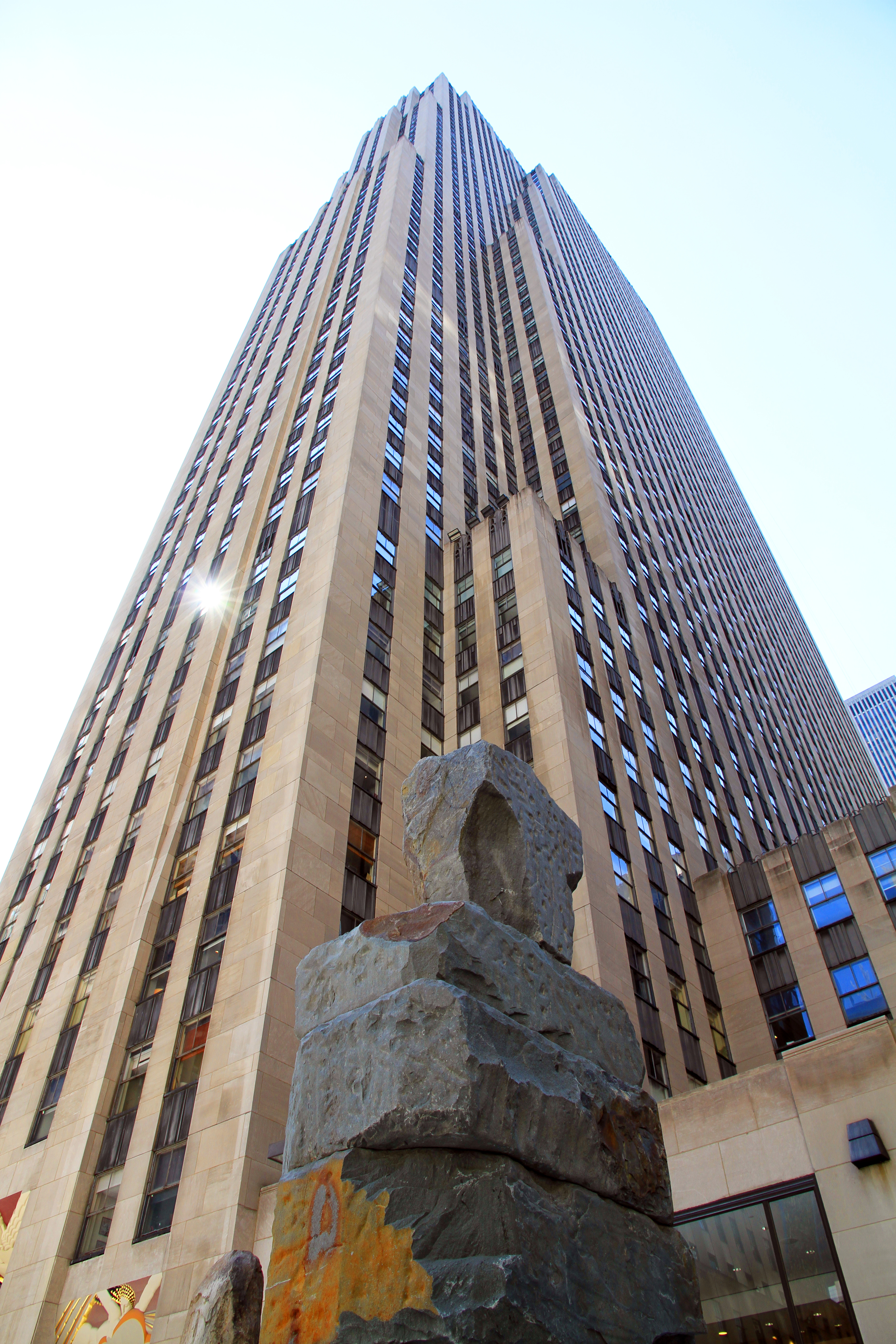
コムキャストビル
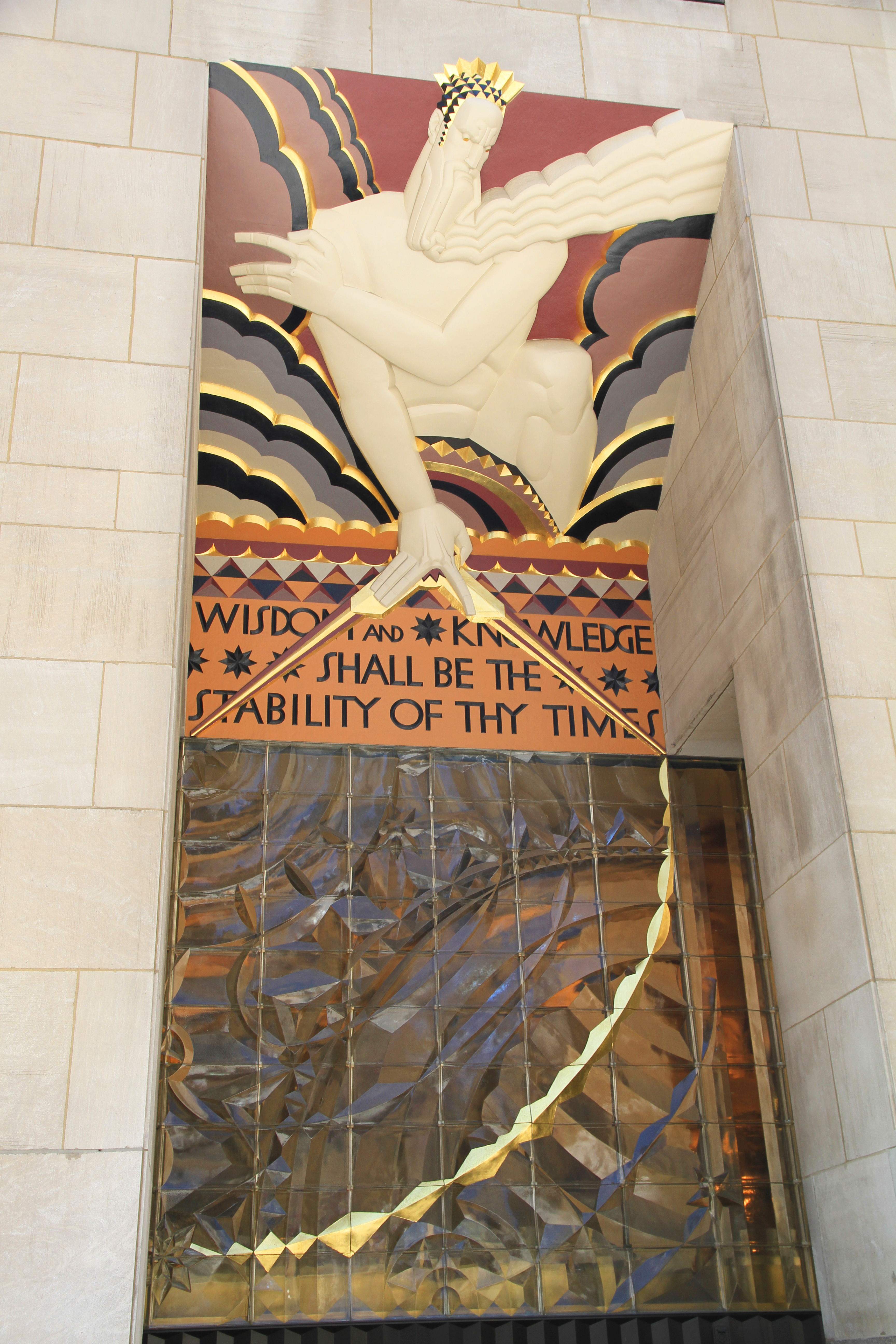
コムキャストビル